# Коркоран (град, Калифорния)
Коркоран (на английски: Corcoran) е град в окръг Кингс, щата Калифорния, САЩ. Коркоран е с население от 21 835 жители (по приблизителна оценка от 2017 г.) и обща площ от 16,6 km². Намира се на 63 m надморска височина. ЗИП кодовете му са 93212, а телефонният му код е 559.